# 알레산드로 스트라델라

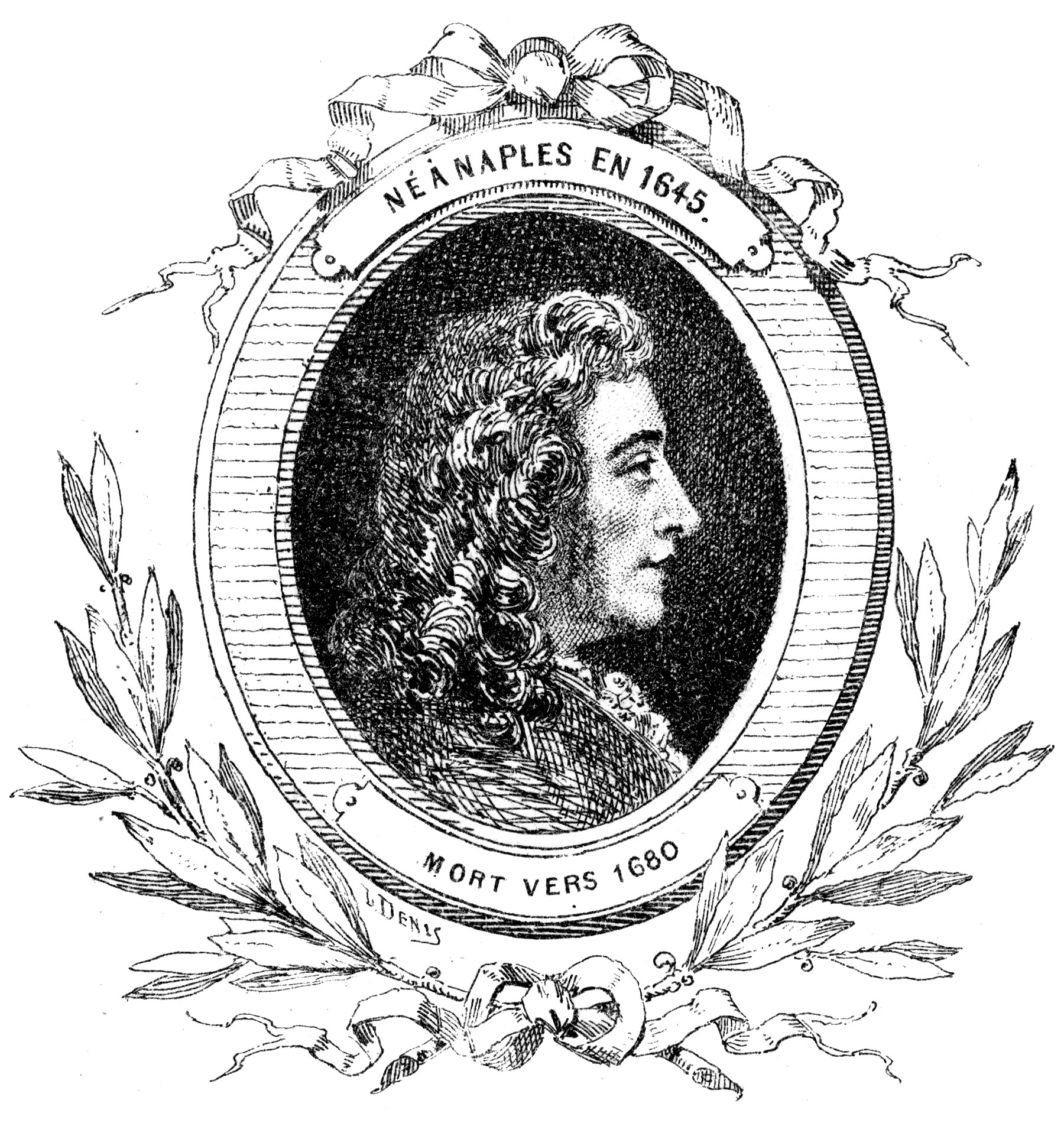

알레산드로 스트라델라(Alessandro Stradella, 1643년 7월 3일 ~ 1682년 2월 25일)는 중세 바로크 시대의 이탈리아의 작곡가이다. 프리랜서 작곡가였으며 다양한 장르의 300개 이상의 작품을 제작했다.
17세기 후반에 세레나타 작곡가로 활발히 활동했다.
1682년 Piazza Banchi에서 살해되었다.